# 梁敏誠
梁敏誠（Magnus Leung，1988年7月29日—），生於加拿大安大略省，香港足球運動員，司職中場，現時效力香港乙組聯賽球會浩運。

## 球員生涯
梁敏誠生於加拿大安大略省及成長於當地，於2005年分別到威爾斯球會域斯咸及英格蘭球會愛華頓試腳，於2005至06年間為加拿大U17國家隊成員，於2006年到美國聖文德大學升讀並展開其球員生涯，直到2007年轉到溫落大學並多數擔任後衛及中場角色，隨後他回流香港於2012年加盟乙組球會金峰科技，在2012/13球季轉投元朗於下半季加盟愉園，於2012/13年球季協助愉園獲得乙組亞軍成功重返甲組，直到2015年11月轉投地區球會葵青，於2016年12月加盟乙組球會浩運。

## 個人生活
梁敏誠回流香港後與大學隊友陸志豪成立Affinity Education公司協助多位本地年輕球員取得獎學金赴美國升讀大學，希望協助香港年輕球員考取心儀學科學位為未來鋪路同時在球技方面大躍進他日回流成為香港代表隊的新血，二人引薦香港年輕球員的方式是為他們申請獎學金入學，由於美國大學極重視運動倘年輕球員同時有上佳學業成績申請到全額獎學金的機會就更大，但為換取大學提供接近30萬港元一年的獎學金陸志豪也要求申請赴美的球員需為其年齡層的香港代表隊，二人希望每年可引薦12人到美國發展並期望他們未來回流香港撐起香港隊。

## 外部連結
- 香港足球總會網頁球員註冊資料 （页面存档备份，存于）